# FC Santa Coloma
Der FC Santa Coloma ist ein andorranischer Fußballverein aus Andorra la Vella. Wegen seines Hauptsponsors, der Konstruktionsfirma Pidasa Serveis, wird der Verein offiziell Pidasa FC Santa Coloma genannt.

## Geschichte
Der Verein ist mit zwölf Meistertiteln andorranischer Rekordmeister. Außerdem gelang zehnmal der Gewinn der Copa Constitució, des andorranischen Pokals – zuletzt 2018, als man UE Sant Julià mit 2:1 besiegte.
Der Sieg gegen Maccabi Tel Aviv (1:0) in der 1. Qualifikationsrunde des UEFA-Pokals 2007/08 war als erster Sieg in einem internationalen Wettbewerb ein großer Erfolg für den Verein und den gesamten andorranischen Fußball. Die Sensation, das Erreichen der nächsten Runde, gelang allerdings nicht, da das Rückspiel mit 0:4 verloren wurde.
Am 1. Juli 2014 gelang dem FC Santa Coloma der zweite Sieg im Europapokal, dieses Mal in der UEFA Champions League. Man besiegte im Hinspiel der 1. Qualifikationsrunde den FC Banants Jerewan aus Armenien mit 1:0 und erreichte nach einer 2:3-Niederlage im Rückspiel aufgrund der Auswärtstorregel die 2. Qualifikationsrunde. Der entscheidende Treffer zum 2:3 wurde dabei in der Nachspielzeit von Torhüter Eloi Casals erzielt. In der 2. Qualifikationsrunde traf Santa Coloma auf Maccabi Tel Aviv, den Verein, gegen den im Jahr 2007 der erste Sieg auf europäischer Ebene gelungen war. Hier unterlagen die Andorraner mit 0:1 und 0:2.

## Erfolge
- Andorranische Meisterschaft (12): 2001, 2003, 2004, 2008, 2010, 2011, 2014, 2015, 2016, 2017, 2018, 2019
- Andorranischer Fußballpokal (10): 1991, 2001, 2003, 2004, 2005, 2006, 2007, 2009, 2012, 2018
- Andorranischer Fußball-Supercup (7): 2003, 2005, 2007, 2008, 2015, 2017, 2018
- Erster Sieg auf europäischer Ebene: 19. Juli 2007 in der UEFA-Cup-Qualifikation gegen Maccabi Tel Aviv aus Israel (1:0)

## Europapokalbilanz
| Saison  | Wettbewerb                    | Runde                  | Gegner                | Gesamt          | Hin                    | Rück                   |
| ------- | ----------------------------- | ---------------------- | --------------------- | --------------- | ---------------------- | ---------------------- |
| 2001/02 | UEFA-Pokal                    | Qualifikation          | FK Partizan Belgrad   | 1:8             | 0:1 (H)                | 1:7 (A)                |
| 2003/04 | UEFA-Pokal                    | Qualifikation          | Esbjerg fB            | 1:9             | 0:5 (A)                | 1:4 (H)                |
| 2004/05 | UEFA-Pokal                    | 1. Qualifikationsrunde | FK Modriča Maxima     | 0:4             | 0:1 (H)                | 0:3 (A)                |
| 2007/08 | UEFA-Pokal                    | 1. Qualifikationsrunde | Maccabi Tel Aviv      | 1:4             | 1:0 (H)                | 0:4 (A)                |
| 2008/09 | UEFA Champions League         | 1. Qualifikationsrunde | FBK Kaunas            | 2:7             | 1:4 (H)                | 1:3 (A)                |
| 2009/10 | UEFA Europa League            | 2. Qualifikationsrunde | FC Basel              | 1:7             | 0:3 (A)                | 1:4 (H)                |
| 2010/11 | UEFA Champions League         | 1. Qualifikationsrunde | FC Birkirkara         | 3:7             | 0:3 1 (H)              | 3:4 (A)                |
| 2011/12 | UEFA Champions League         | 1. Qualifikationsrunde | F91 Düdelingen        | 0:4             | 0:2 (H)                | 0:2 (A)                |
| 2012/13 | UEFA Europa League            | 1. Qualifikationsrunde | NK Osijek             | 1:4             | 0:1 (H)                | 1:3 (A)                |
| 2013/14 | UEFA Europa League            | 1. Qualifikationsrunde | Breiðablik Kópavogur  | 0:4             | 0:4 (A)                | 0:0 (H)                |
| 2014/15 | UEFA Champions League         | 1. Qualifikationsrunde | FC Banants Jerewan    | (a)3:3(a)       | 1:0 (H)                | 2:3 (A)                |
| 2014/15 | UEFA Champions League         | 2. Qualifikationsrunde | Maccabi Tel Aviv      | 0:3             | 0:1 (H)                | 0:2 (A)                |
| 2015/16 | UEFA Champions League         | 1. Qualifikationsrunde | Lincoln Red Imps FC   | 1:2             | 0:0 (A)                | 1:2 (H)                |
| 2016/17 | UEFA Champions League         | 1. Qualifikationsrunde | FC Alaschkert Martuni | 0:3             | 0:0 (H)                | 0:3 (A)                |
| 2017/18 | UEFA Champions League         | 1. Qualifikationsrunde | FC Alaschkert Martuni | 1:2             | 0:1 (A)                | 1:1 (H)                |
| 2018/19 | UEFA Champions League         | Vorrunde, Halbfinale   | KF Drita              | 0:2             | 0:2 n. V. in Gibraltar | 0:2 n. V. in Gibraltar |
| 2018/19 | UEFA Europa League            | 2. Qualifikationsrunde | Valur Reykjavík       | 1:3             | 1:0 (H)                | 0:3 (A)                |
| 2019/20 | UEFA Champions League         | Vorrunde, Halbfinale   | SP Tre Penne          | 1:0             | 1:0 im Kosovo          | 1:0 im Kosovo          |
| 2019/20 | UEFA Champions League         | Vorrunde, Finale       | KF Feronikeli         | 1:2             | 1:2 im Kosovo          | 1:2 im Kosovo          |
| 2019/20 | UEFA Europa League            | 2. Qualifikationsrunde | FK Astana             | 1:4             | 0:0 (H)                | 1:4 (A)                |
| 2020/21 | UEFA Europa League            | Vorqualifikation       | FK Iskra Danilovgrad  | 0:0 (3:4 i. E.) | 0:0 n. V. (H)          | 0:0 n. V. (H)          |
| 2021/22 | UEFA Europa Conference League | 1. Qualifikationsrunde | Mons Calpe SC         | 5:1             | 1:1 (A)                | 4:0 (H)                |
| 2021/22 | UEFA Europa Conference League | 2. Qualifikationsrunde | Hibernian Edinburgh   | 1:5             | 0:3 (A)                | 1:2 (H)                |
| 2023/24 | UEFA Europa Conference League | 1. Qualifikationsrunde | Pen-y-Bont FC         | 3:1             | 1:1 (A)                | 2:0 n. V. (H)          |
| 2023/24 | UEFA Europa Conference League | 2. Qualifikationsrunde | Sutjeska Nikšić       | 3:2             | 0:2 (A)                | 3:0 (H)                |
| 2023/24 | UEFA Europa Conference League | 3. Qualifikationsrunde | AZ Alkmaar            | 0:3             | 0:1 (H)                | 0:2 (A)                |
| 2025/26 | UEFA Conference League        | 1. Qualifikationsrunde | FK Borac Banja Luka   | 4:3             | 4:1 (A)                | 0:2 (H)                |
| 2025/26 | UEFA Conference League        | 2. Qualifikationsrunde | FK Polissja Schytomyr | 3:5             | 2:1 (A)                | 1:4 (H)                |

Gesamtbilanz: 51 Spiele, 9 Siege, 7 Unentschieden, 35 Niederlagen, 38:102 Tore (Tordifferenz −64)
Stand: 31. Juli 2025